# 大山俊哉
大山 俊哉（おおやま としや、1959年（昭和34年）6月28日 - ）は、日本の実業家。株式会社ADKホールディングス代表取締役社長。株式会社電通元執行役員。株式会社電通デジタル元代表取締役社長。ベインキャピタル、日本産業パートナーズ、楽天、新潮社、Lifeit（セレクトECショップ）各元顧問・アドバイザー。

## 経歴
1978年早稲田大学理工学部に入学し、1982年に卒業。1984年に早稲田大学大学院理工学研究科修士課程を修了（工学修士）。1984年電通入社。2014年に同社執行役員に就任。2016年に電通デジタルを設立し、初代代表取締役CEOに就任。2019年1月ADK入社。ADKホールディングス執行役員、グループCDO（チーフ・デジタル・オフィサー）、上記に加え、2020年ADKマーケティング・ソリューションズ取締役社長補佐、デジタルビジネス統括を兼任し、2022年1月ADKホールディングス代表取締役社長 グループCEO 兼 ADKマーケティング・ソリューションズ代表取締役社長に就任。

## 略歴
- 1984年3月 早稲田大学大学院修了
- 1984年4月 株式会社電通入社
- 2014年4月 同社執行役員
- 2016年7月 株式会社電通デジタル代表取締役CEO
- 2018年3月 株式会社電通退社
- 2018年4月 楽天・ベインキャピタル・Lifeit（ECショップ）アドバイザー、日本産業パートナーズ顧問
- 2018年5月 新潮社顧問
- 2019年1月 株式会社ADKホールディングス入社執行役員 グループCDO
- 2020年1月 株式会社ADKマーケティング・ソリューションズ取締役 社長補佐・デジタルビジネス統括
- 2022年1月 株式会社ADKマーケティング・ソリューションズ代表取締役社長（現任） 、株式会社ADK ホールディングス執行役員 社長補佐 グループCDO
- 2022年10月 株式会社ADKホールディングス代表取締役社長 グループCEO（現任）